# Nigeria en la Copa Mundial de Fútbol de 2010
La Selección de Nigeria fue uno de los 32 equipos participantes de la Copa Mundial de Fútbol de 2010, que se realizó en Sudáfrica.
Entre sus jugadores destacan figuras como Obafemi Martins, John Obi Mikel y Nwankwo Kanu, bajo la conducción técnica del entrenador Lars Lagerbäck.

## Clasificación
Nigeria comenzó su proceso clasificatorio en la tercera fase, siendo ubicada en el Grupo 4. Luego de quedar en la primera posición, la selección de Nigeria se clasificó para disputar la segunda fase de grupos en el año 2009.

### Primera fase de grupos

#### Grupo 4
| Equipo            | Pts | PJ | PG | PE | PP | GF | GC | Dif |
| ----------------- | --- | -- | -- | -- | -- | -- | -- | --- |
| Nigeria           | 18  | 6  | 6  | 0  | 0  | 11 | 1  | 10  |
| Sudáfrica         | 7   | 6  | 2  | 1  | 3  | 5  | 5  | 0   |
| Sierra Leona      | 7   | 6  | 2  | 1  | 3  | 4  | 8  | -4  |
| Guinea Ecuatorial | 3   | 6  | 1  | 0  | 5  | 4  | 10 | -6  |

| Fecha                   | Lugar    |                   |  | Resultado |  |                   |
| ----------------------- | -------- | ----------------- |  | --------- |  | ----------------- |
| 1 de junio de 2008      | Abuya    | Nigeria           |  | 2:0 (2:0) |  | Sudáfrica         |
| 7 de junio de 2008      | Freetown | Sierra Leona      |  | 0:1 (0:0) |  | Nigeria           |
| 15 de junio de 2008     | Malabo   | Guinea Ecuatorial |  | 0:1 (0:1) |  | Nigeria           |
| 21 de junio de 2008     | Abuya    | Nigeria           |  | 2:0 (1:0) |  | Guinea Ecuatorial |
| 6 de septiembre de 2008 | Durban   | Sudáfrica         |  | 0:1 (0:0) |  | Nigeria           |
| 11 de octubre de 2008   | Abuya    | Nigeria           |  | 4:1 (3:1) |  | Sierra Leona      |

### Segunda fase de grupos
Luego del primer lugar en el Grupo 4 de la primera fase de grupos, Nigeria jugó en el grupo B de la segunda fase, quedando en el primer lugar y clasificando a la Copa Mundial de Fútbol.

#### Grupo B
| Equipo     | Pts | PJ | PG | PE | PP | GF | GC | Dif |
| ---------- | --- | -- | -- | -- | -- | -- | -- | --- |
| Nigeria    | 12  | 6  | 3  | 3  | 0  | 9  | 4  | 5   |
| Túnez      | 11  | 6  | 3  | 2  | 1  | 7  | 4  | 3   |
| Mozambique | 7   | 6  | 2  | 1  | 3  | 3  | 5  | -2  |
| Kenia      | 3   | 6  | 1  | 0  | 5  | 5  | 11 | -6  |

| Fecha                   | Lugar   |            |                       | Resultado                                                          |                       |            |
| ----------------------- | ------- | ---------- | --------------------- | ------------------------------------------------------------------ | --------------------- | ---------- |
| 29 de marzo de 2009     | Maputo  | Mozambique | Bandera de Mozambique | 0:0 Archivado el 1 de abril de 2009 en Wayback Machine.            | Bandera de Nigeria    | Nigeria    |
| 7 de junio de 2009      | Abuya   | Nigeria    | Bandera de Nigeria    | 3:0 (1:0) Archivado el 12 de junio de 2009 en Wayback Machine.     | Bandera de Kenia      | Kenia      |
| 20 de junio de 2009     | Radès   | Túnez      | Bandera de Túnez      | 0:0 Archivado el 23 de junio de 2009 en Wayback Machine.           | Bandera de Nigeria    | Nigeria    |
| 6 de septiembre de 2009 | Abuya   | Nigeria    | Bandera de Nigeria    | 2:2 (1:1) Archivado el 9 de septiembre de 2009 en Wayback Machine. | Bandera de Túnez      | Túnez      |
| 11 de octubre de 2009   | Abuya   | Nigeria    | Bandera de Nigeria    | 1:0 (0:0) Archivado el 14 de octubre de 2009 en Wayback Machine.   | Bandera de Mozambique | Mozambique |
| 14 de noviembre de 2009 | Nairobi | Kenia      | Bandera de Kenia      | 2:3 (1:0) Archivado el 17 de noviembre de 2009 en Wayback Machine. | Bandera de Nigeria    | Nigeria    |

## Jugadores
| #     | Nombre               | Posición      | Edad | PJ Sel | Club               |
| ----- | -------------------- | ------------- | ---- | ------ | ------------------ |
| 1     | Vincent Enyeama      | Portero       | 27   | 55     | Hapoel Tel Aviv    |
| 2     | Joseph Yobo          | Defensa       | 29   | 67     | Everton FC         |
| 3     | Taye Taiwo           | Defensa       | 25   | 42     | Olympique Marsella |
| 4     | Nwankwo Kanu         | Delantero     | 33   | 85     | Portsmouth FC      |
| 5     | Rabiu Afolabi        | Defensa       | 30   | 16     | Red Bull Salzburg  |
| 6     | Danny Shittu         | Defensa       | 29   | 27     | Bolton Wanderers   |
| 7     | John Utaka           | Delantero     | 28   | 44     | Portsmouth FC      |
| 8     | Yakubu Aiyegbeni     | Delantero     | 27   | 50     | Everton FC         |
| 9     | Obafemi Martins      | Delantero     | 25   | 34     | Wolfsburgo         |
| 10    | Brown Ideye          | Delantero     | 21   | -      | FC Sochaux         |
| 11    | Peter Odemwingie     | Delantero     | 28   | 49     | Lokomotiv Moscú    |
| 12    | Kalu Uche            | Mediocampista | 27   | 23     | UD Almería         |
| 13    | Ayila Yussuf         | Mediocampista | 25   | 27     | Dinamo de Kiev     |
| 14    | Sani Kaita           | Mediocampista | 24   | 22     | Alania Vladikavkaz |
| 15    | Lukman Haruna        | Mediocampista | 29   | 5      | AS Monaco          |
| 16    | Austin Ejide         | Portero       | 26   | 19     | Hapoel Petah Tikva |
| 17    | Chidi Odiah          | Defensa       | 26   | 26     | CSKA Moscú         |
| 18    | Victor Obinna        | Delantero     | 23   | 33     | Málaga CF          |
| 19    | Chinedu Ogbuke Obasi | Delantero     | 24   | 13     | Hoffenheim         |
| 20    | Dickson Etuhu        | Mediocampista | 28   | 14     | Fulham             |
| 21    | Elderson Echiéjilé   | Defensa       | 22   | 12     | Stade Rennais FC   |
| 22    | Dele Adeleye         | Defensa       | 21   | 6      | Sparta Rotterdam   |
| 23    | Dele Aiyenugba       | Portero       | 26   | 8      | Bnei Yehuda        |
| D. T. | Lars Lagerback       |               |      |        |                    |

## Participación
- Los horarios son correspondientes a la Hora estándar de Sudáfrica (UTC+2).

### Partidos
| Fecha       | Lugar         | Instancia      |           |                      | Resultado |                          |               |
| ----------- | ------------- | -------------- | --------- | -------------------- | --------- | ------------------------ | ------------- |
| 12 de junio | Johannesburgo | Fase de grupos | Argentina | Bandera de Argentina | 1:0 (1:0) | Bandera de Nigeria       | Nigeria       |
| 17 de junio | Bloemfontein  | Fase de grupos | Grecia    | Bandera de Grecia    | 2:1 (1:1) | Bandera de Nigeria       | Nigeria       |
| 22 de junio | Durban        | Fase de grupos | Nigeria   | Bandera de Nigeria   | 2:2 (1:1) | Bandera de Corea del Sur | Corea del Sur |

### Fase de grupos - Grupo B
| Selección     | Pts | PJ | PG | PE | PP | GF | GC | Dif |
| ------------- | --- | -- | -- | -- | -- | -- | -- | --- |
| Argentina     | 9   | 3  | 3  | 0  | 0  | 7  | 1  | 6   |
| Corea del Sur | 4   | 3  | 1  | 1  | 1  | 5  | 6  | −1  |
| Grecia        | 3   | 3  | 1  | 0  | 2  | 2  | 5  | −3  |
| Nigeria       | 1   | 3  | 0  | 1  | 2  | 3  | 5  | −2  |

|  | Clasificados a los octavos de final. |

#### Argentina vs. Nigeria
| 12 de junio, 16:00 | Argentina | 1:0 (1:0) | Nigeria | Estadio Ellis Park, Johannesburgo                          |                                                            |
|                    | Heinze 6' | Reporte   |         | Asistencia: 55 686 espectadores Árbitro(s): Wolfgang Stark | Asistencia: 55 686 espectadores Árbitro(s): Wolfgang Stark |

| 22         | Guardameta     | Sergio Romero        |     |
| 2          | Defensa        | Martín Demichelis    |     |
| 6          | Defensa        | Gabriel Heinze       |     |
| 13         | Defensa        | Walter Samuel        |     |
| 7          | Centrocampista | Ángel Di María       | 85' |
| 8          | Centrocampista | Juan Sebastián Verón | 74' |
| 14         | Centrocampista | Javier Mascherano    |     |
| 17         | Centrocampista | Jonás Gutiérrez      |     |
| 9          | Delantero      | Gonzalo Higuaín      | 79' |
| 10         | Delantero      | Lionel Messi         |     |
| 11         | Delantero      | Carlos Tévez         |     |
| Entrenador | Entrenador     | Diego Maradona       |     |

| 1          | Guardameta     | Vincent Enyeama  |     |
| 2          | Defensa        | Joseph Yobo      |     |
| 3          | Defensa        | Taye Taiwo       | 75' |
| 6          | Defensa        | Danny Shittu     |     |
| 17         | Defensa        | Chidi Odiah      |     |
| 14         | Centrocampista | Sani Kaita       |     |
| 15         | Centrocampista | Lukman Haruna    |     |
| 20         | Centrocampista | Dickson Etuhu    |     |
| 8          | Delantero      | Yakubu Aiyegbeni |     |
| 18         | Delantero      | Victor Obinna    | 52' |
| 19         | Delantero      | Chinedu Obasi    | 60' |
| Entrenador | Entrenador     | Lars Lagerbäck   |     |

| 20 | Centrocampista | Maxi Rodríguez   | 74' |
| 19 | Delantero      | Diego Milito     | 79' |
| 4  | Defensa        | Nicolás Burdisso | 85' |

| 9  | Delantero | Obafemi Martins  | 52' |
| 11 | Delantero | Peter Odemwingie | 60' |
| 12 | Delantero | Kalu Uche        | 75' |

| Anotado | 6' | Gabriel Heinze | 1:0 |

| Amonestado | 41' | Jonás Gutiérrez |

| Amonestado | 77' | Lukman Haruna |

| Árbitro             | Wolfgang Stark     |
| Árbitros asistentes | Jan-Hendrik Salver |
| Árbitros asistentes | Mike Pickel        |
| Cuarto árbitro      | Khalil Al Ghamdi   |
| Quinto árbitro      | Hassan Kamranifar  |

| 22         | Guardameta     | Sergio Romero        |     |
| 2          | Defensa        | Martín Demichelis    |     |
| 6          | Defensa        | Gabriel Heinze       |     |
| 13         | Defensa        | Walter Samuel        |     |
| 7          | Centrocampista | Ángel Di María       | 85' |
| 8          | Centrocampista | Juan Sebastián Verón | 74' |
| 14         | Centrocampista | Javier Mascherano    |     |
| 17         | Centrocampista | Jonás Gutiérrez      |     |
| 9          | Delantero      | Gonzalo Higuaín      | 79' |
| 10         | Delantero      | Lionel Messi         |     |
| 11         | Delantero      | Carlos Tévez         |     |
| Entrenador | Entrenador     | Diego Maradona       |     |

| 1          | Guardameta     | Vincent Enyeama  |     |
| 2          | Defensa        | Joseph Yobo      |     |
| 3          | Defensa        | Taye Taiwo       | 75' |
| 6          | Defensa        | Danny Shittu     |     |
| 17         | Defensa        | Chidi Odiah      |     |
| 14         | Centrocampista | Sani Kaita       |     |
| 15         | Centrocampista | Lukman Haruna    |     |
| 20         | Centrocampista | Dickson Etuhu    |     |
| 8          | Delantero      | Yakubu Aiyegbeni |     |
| 18         | Delantero      | Victor Obinna    | 52' |
| 19         | Delantero      | Chinedu Obasi    | 60' |
| Entrenador | Entrenador     | Lars Lagerbäck   |     |

| 20 | Centrocampista | Maxi Rodríguez   | 74' |
| 19 | Delantero      | Diego Milito     | 79' |
| 4  | Defensa        | Nicolás Burdisso | 85' |

| 9  | Delantero | Obafemi Martins  | 52' |
| 11 | Delantero | Peter Odemwingie | 60' |
| 12 | Delantero | Kalu Uche        | 75' |

| Anotado | 6' | Gabriel Heinze | 1:0 |

| Amonestado | 41' | Jonás Gutiérrez |

| Amonestado | 77' | Lukman Haruna |

| Árbitro             | Wolfgang Stark     |
| Árbitros asistentes | Jan-Hendrik Salver |
| Árbitros asistentes | Mike Pickel        |
| Cuarto árbitro      | Khalil Al Ghamdi   |
| Quinto árbitro      | Hassan Kamranifar  |

| Estadísticas      | Bandera de Argentina | Bandera de Nigeria |
| Tiros             | 24                   | 11                 |
| Tiros a puerta    | 7                    | 1                  |
| Faltas            | 7                    | 8                  |
| Saques de esquina | 10                   | 4                  |
| Penaltis          | 0                    | 0                  |
| Fueras de juego   | 0                    | 0                  |
| Posesión de balón | 58%                  | 42%                |

#### Grecia vs. Nigeria
| 17 de junio, 16:00 | Grecia                          | 2:1 (1:0) | Nigeria  | Estadio Free State, Bloemfontein                       |                                                        |
|                    | Salpingidis 43' · Torosidis 70' | Reporte   | Uche 15' | Asistencia: 31 593 espectadores Árbitro(s): Óscar Ruiz | Asistencia: 31 593 espectadores Árbitro(s): Óscar Ruiz |

| 12         | Guardameta     | Alexandros Tzorvas        |     |
| 8          | Defensa        | Avraam Papadopoulos       |     |
| 11         | Defensa        | Loukas Vyntra             |     |
| 15         | Defensa        | Vasilis Torosidis         |     |
| 16         | Defensa        | Sotirios Kyrgiakos        |     |
| 19         | Defensa        | Sokratis Papastathopoulos | 37' |
| 6          | Centrocampista | Alexandros Tziolis        |     |
| 10         | Centrocampista | Giorgos Karagounis        |     |
| 21         | Centrocampista | Konstantinos Katsouranis  |     |
| 14         | Delantero      | Dimitris Salpingidis      |     |
| 17         | Delantero      | Theofanis Gekas           | 79' |
| Entrenador | Entrenador     | Otto Rehhagel             |     |

| 1          | Guardameta     | Vincent Enyeama  |     |
| 2          | Defensa        | Joseph Yobo      |     |
| 3          | Defensa        | Taye Taiwo       | 55' |
| 6          | Defensa        | Danny Shittu     |     |
| 17         | Defensa        | Chidi Odiah      |     |
| 12         | Centrocampista | Kalu Uche        |     |
| 14         | Centrocampista | Sani Kaita       |     |
| 15         | Centrocampista | Lukman Haruna    |     |
| 20         | Centrocampista | Dickson Etuhu    |     |
| 8          | Delantero      | Yakubu Aiyegbeni |     |
| 11         | Delantero      | Peter Odemwingie | 46' |
| Entrenador | Entrenador     | Lars Lagerbäck   |     |

| 7  | Delantero      | Geórgios Samarás | 37' |
| 18 | Centrocampista | Sotiris Ninis    | 79' |

| 19 | Delantero | Chinedu Obasi      | 46'     |
| 21 | Defensa   | Elderson Echiéjilé | 55' 77' |
| 5  | Defensa   | Rabiu Afolabi      | 77'     |

| Anotado | 44' | Dimitris Salpingidis | 1:1 |
| Anotado | 71' | Vasilis Torosidis    | 2:1 |

| Anotado | 16' | Kalu Uche | 0:1 |

| Amonestado | 15' | Sokratis Papastathopoulos |
| Amonestado | 59' | Alexandros Tziolis        |
| Amonestado | 88' | Geórgios Samarás          |

| Expulsado  | 33' | Sani Kaita    |
| Amonestado | 89' | Chinedu Obasi |

| Árbitro             | Óscar Ruiz       |
| Árbitros asistentes | Abraham González |
| Árbitros asistentes | Humberto Clavijo |
| Cuarto árbitro      | Joel Aguilar     |
| Quinto árbitro      | William Torres   |

| 12         | Guardameta     | Alexandros Tzorvas        |     |
| 8          | Defensa        | Avraam Papadopoulos       |     |
| 11         | Defensa        | Loukas Vyntra             |     |
| 15         | Defensa        | Vasilis Torosidis         |     |
| 16         | Defensa        | Sotirios Kyrgiakos        |     |
| 19         | Defensa        | Sokratis Papastathopoulos | 37' |
| 6          | Centrocampista | Alexandros Tziolis        |     |
| 10         | Centrocampista | Giorgos Karagounis        |     |
| 21         | Centrocampista | Konstantinos Katsouranis  |     |
| 14         | Delantero      | Dimitris Salpingidis      |     |
| 17         | Delantero      | Theofanis Gekas           | 79' |
| Entrenador | Entrenador     | Otto Rehhagel             |     |

| 1          | Guardameta     | Vincent Enyeama  |     |
| 2          | Defensa        | Joseph Yobo      |     |
| 3          | Defensa        | Taye Taiwo       | 55' |
| 6          | Defensa        | Danny Shittu     |     |
| 17         | Defensa        | Chidi Odiah      |     |
| 12         | Centrocampista | Kalu Uche        |     |
| 14         | Centrocampista | Sani Kaita       |     |
| 15         | Centrocampista | Lukman Haruna    |     |
| 20         | Centrocampista | Dickson Etuhu    |     |
| 8          | Delantero      | Yakubu Aiyegbeni |     |
| 11         | Delantero      | Peter Odemwingie | 46' |
| Entrenador | Entrenador     | Lars Lagerbäck   |     |

| 7  | Delantero      | Geórgios Samarás | 37' |
| 18 | Centrocampista | Sotiris Ninis    | 79' |

| 19 | Delantero | Chinedu Obasi      | 46'     |
| 21 | Defensa   | Elderson Echiéjilé | 55' 77' |
| 5  | Defensa   | Rabiu Afolabi      | 77'     |

| Anotado | 44' | Dimitris Salpingidis | 1:1 |
| Anotado | 71' | Vasilis Torosidis    | 2:1 |

| Anotado | 16' | Kalu Uche | 0:1 |

| Amonestado | 15' | Sokratis Papastathopoulos |
| Amonestado | 59' | Alexandros Tziolis        |
| Amonestado | 88' | Geórgios Samarás          |

| Expulsado  | 33' | Sani Kaita    |
| Amonestado | 89' | Chinedu Obasi |

| Árbitro             | Óscar Ruiz       |
| Árbitros asistentes | Abraham González |
| Árbitros asistentes | Humberto Clavijo |
| Cuarto árbitro      | Joel Aguilar     |
| Quinto árbitro      | William Torres   |

| Estadísticas      | Bandera de Grecia | Bandera de Nigeria |
| Tiros             | 27                | 10                 |
| Tiros a puerta    | 11                | 4                  |
| Faltas            | 13                | 15                 |
| Saques de esquina | 11                | 3                  |
| Penaltis          | 0                 | 0                  |
| Fueras de juego   | 0                 | 0                  |
| Posesión de balón | 56%               | 44%                |

#### Nigeria vs. Corea del Sur
| 22 de junio, 20:30 | Nigeria                  | 2:2 (1:1) | Corea del Sur                         | Estadio Moses Mabhida, Durban                                    |                                                                  |
|                    | Uche 12' · Aiyegbeni 69' | Reporte   | Lee Jung-soo 38' · Park Chu-young 49' | Asistencia: 61 874 espectadores Árbitro(s): Olegário Benquerença | Asistencia: 61 874 espectadores Árbitro(s): Olegário Benquerença |

| 1          | Guardameta     | Vincent Enyeama  |     |
| 2          | Defensa        | Joseph Yobo      | 46' |
| 5          | Defensa        | Rabiu Afolabi    |     |
| 6          | Defensa        | Danny Shittu     |     |
| 17         | Defensa        | Chidi Odiah      |     |
| 4          | Centrocampista | Nwankwo Kanu     | 57' |
| 12         | Centrocampista | Kalu Uche        |     |
| 13         | Centrocampista | Ayila Yussuf     |     |
| 20         | Centrocampista | Dickson Etuhu    |     |
| 8          | Delantero      | Yakubu Aiyegbeni | 70' |
| 19         | Delantero      | Chinedu Obasi    |     |
| Entrenador | Entrenador     | Lars Lagerbäck   |     |

| 18         | Guardameta     | Jung Sung-ryong |       |
| 4          | Defensa        | Cho Yong-hyung  |       |
| 12         | Defensa        | Lee Young-pyo   |       |
| 14         | Defensa        | Lee Jung-soo    |       |
| 22         | Defensa        | Cha Du-ri       |       |
| 7          | Centrocampista | Park Ji-sung    |       |
| 8          | Centrocampista | Kim Jung-woo    |       |
| 16         | Centrocampista | Ki Sung-yueng   | 87'   |
| 17         | Centrocampista | Lee Chung-yong  |       |
| 19         | Centrocampista | Yeom Ki-hun     | 64'   |
| 10         | Delantero      | Park Chu-young  | 90+3' |
| Entrenador | Entrenador     | Huh Jung-moo    |       |

| 21 | Defensa   | Elderson Echiéjilé | 46' |
| 9  | Delantero | Obafemi Martins    | 57' |
| 18 | Delantero | Victor Obinna      | 70' |

| 5  | Centrocampista | Kim Nam-il   | 64'   |
| 13 | Centrocampista | Kim Jae-sung | 87'   |
| 15 | Defensa        | Kim Dong-jin | 90+3' |

| Anotado · Penal | 12' | Kalu Uche        | 1:0 |
| Anotado         | 69' | Yakubu Aiyegbeni | 2:2 |

| Anotado | 38' | Lee Jung-soo   | 1:1 |
| Anotado | 49' | Park Chu-young | 1:2 |

| Amonestado | 31' | Vincent Enyeama |
| Amonestado | 37' | Chinedu Obasi   |
| Amonestado | 42' | Ayila Yussuf    |

| Amonestado | 68' | Kim Nam-il |

| Árbitro             | Olegário Benquerença |
| Árbitros asistentes | José Cardinal        |
| Árbitros asistentes | Bertino Miranda      |
| Cuarto árbitro      | Marco Rodríguez      |
| Quinto árbitro      | José Luis Camargo    |

| 1          | Guardameta     | Vincent Enyeama  |     |
| 2          | Defensa        | Joseph Yobo      | 46' |
| 5          | Defensa        | Rabiu Afolabi    |     |
| 6          | Defensa        | Danny Shittu     |     |
| 17         | Defensa        | Chidi Odiah      |     |
| 4          | Centrocampista | Nwankwo Kanu     | 57' |
| 12         | Centrocampista | Kalu Uche        |     |
| 13         | Centrocampista | Ayila Yussuf     |     |
| 20         | Centrocampista | Dickson Etuhu    |     |
| 8          | Delantero      | Yakubu Aiyegbeni | 70' |
| 19         | Delantero      | Chinedu Obasi    |     |
| Entrenador | Entrenador     | Lars Lagerbäck   |     |

| 18         | Guardameta     | Jung Sung-ryong |       |
| 4          | Defensa        | Cho Yong-hyung  |       |
| 12         | Defensa        | Lee Young-pyo   |       |
| 14         | Defensa        | Lee Jung-soo    |       |
| 22         | Defensa        | Cha Du-ri       |       |
| 7          | Centrocampista | Park Ji-sung    |       |
| 8          | Centrocampista | Kim Jung-woo    |       |
| 16         | Centrocampista | Ki Sung-yueng   | 87'   |
| 17         | Centrocampista | Lee Chung-yong  |       |
| 19         | Centrocampista | Yeom Ki-hun     | 64'   |
| 10         | Delantero      | Park Chu-young  | 90+3' |
| Entrenador | Entrenador     | Huh Jung-moo    |       |

| 21 | Defensa   | Elderson Echiéjilé | 46' |
| 9  | Delantero | Obafemi Martins    | 57' |
| 18 | Delantero | Victor Obinna      | 70' |

| 5  | Centrocampista | Kim Nam-il   | 64'   |
| 13 | Centrocampista | Kim Jae-sung | 87'   |
| 15 | Defensa        | Kim Dong-jin | 90+3' |

| Anotado · Penal | 12' | Kalu Uche        | 1:0 |
| Anotado         | 69' | Yakubu Aiyegbeni | 2:2 |

| Anotado | 38' | Lee Jung-soo   | 1:1 |
| Anotado | 49' | Park Chu-young | 1:2 |

| Amonestado | 31' | Vincent Enyeama |
| Amonestado | 37' | Chinedu Obasi   |
| Amonestado | 42' | Ayila Yussuf    |

| Amonestado | 68' | Kim Nam-il |

| Árbitro             | Olegário Benquerença |
| Árbitros asistentes | José Cardinal        |
| Árbitros asistentes | Bertino Miranda      |
| Cuarto árbitro      | Marco Rodríguez      |
| Quinto árbitro      | José Luis Camargo    |

| Estadísticas      | Bandera de Nigeria | Bandera de Corea del Sur |
| Tiros             | 11                 | 16                       |
| Tiros a puerta    | 4                  | 8                        |
| Faltas            | 22                 | 12                       |
| Saques de esquina | 1                  | 7                        |
| Penaltis          | 1 (1)              | 0                        |
| Fueras de juego   | 1                  | 2                        |
| Posesión de balón | 46%                | 54%                      |